# Uroxys productus
Uroxys productus là một loài bọ cánh cứng trong họ Bọ hung (Scarabaeidae).